# Kto widział taniec pawia?
Kto widział taniec pawia? (jap. クジャクのダンス、誰が見た？ Kujaku no dansu, dare ga mita?) – manga autorstwa Rito Asami, publikowana na łamach magazynu „Kiss” wydawnictwa Kōdansha od lipca 2022 do lutego 2025. W Polsce serię wydaje Waneko.
Na podstawie mangi powstała TV drama, którą emitowano od stycznia do marca 2025.

## Fabuła
Po zabójstwie byłego policjanta aresztowano podejrzanego, a sprawa wydawała się zakończona. Jednak wkrótce córka zamordowanego funkcjonariusza otrzymuje list pozostawiony przez jej ojca, w którym ten twierdzi, że oskarżony mężczyzna jest niewinny.

## Manga
Manga była publikowana od 25 lipca 2022 do 25 lutego 2025 w magazynie „Kiss”. Wydawnictwo Kōdansha zebrało jej rozdziały w 7 tomach w formacie tankōbon, które były wydawane od 11 listopada 2022 do 13 marca 2025.
W Polsce prawa do dystrybucji serii nabyło wydawnictwo Waneko.
| Nr | Język japoński    | Język japoński         | Język polski     | Język polski           |
| Nr | Data wydania      | ISBN                   | Data wydania     | ISBN                   |
| -- | ----------------- | ---------------------- | ---------------- | ---------------------- |
| 1  | 11 listopada 2022 | ISBN 978-4-06-529545-8 | 18 grudnia 2024  | ISBN 978-83-8242-929-9 |
| 2  | 13 kwietnia 2023  | ISBN 978-4-06-531248-3 | 18 lutego 2025   | ISBN 978-83-8242-930-5 |
| 3  | 10 sierpnia 2023  | ISBN 978-4-06-532465-3 | 18 kwietnia 2025 | ISBN 978-83-8242-931-2 |
| 4  | 13 grudnia 2023   | ISBN 978-4-06-533540-6 | 18 czerwca 2025  | ISBN 978-83-8242-932-9 |
| 5  | 12 kwietnia 2024  | ISBN 978-4-06-534940-3 | 18 sierpnia 2025 |                        |
| 6  | 13 listopada 2024 | ISBN 978-4-06-537209-8 | —                |                        |
| 7  | 13 marca 2025     | ISBN 978-4-06-538981-2 | —                |                        |

## TV drama
4 listopada 2024 zapowiedziano adaptację w formie TV dramy. W rolach głównych wystąpili Ken’ichi Matsuyama i Suzu Hirose. Premiera odbyła się 24 stycznia 2025 w stacji TBS. Motyw przewodni serii, zatytułowany „Elf”, wykonuje Ado.

## Odbiór
W 2023 roku seria zajęła trzecie miejsce w drugiej edycji konkursu Crea Nighttime Manga Award. Została również uznana za czwartą najlepszą mangę dla czytelniczek w poradniku Kono manga ga sugoi! na rok 2024.